# 더그 라 폴레트
더글러스 J. 라 폴렛(Douglas J. La Follette, 1940년 6월 6일 ~ )은 미국의 정치인으로 제28·30대 위스콘신주 주무장관이다.

## 학력
- 매리에타 대학 이학사
- 스탠퍼드 대학교 과학 석사
- 컬럼비아 대학교 철학박사

## 경력
- 1973.01 ~ 1975.01 제81대 위스콘신주 제22선거구 상원의원
- 1975.01 ~ 1979.01 제28대 위스콘신 주무장관
- 1983.01 ~ 2023.03 제30대 위스콘신 주무장관

## 역대 선거 결과
| 선거명      | 직책명                     | 대수 | 정당   | 득표율 | 득표수      | 결과 | 당락                     |
| ----------- | -------------------------- | ---- | ------ | ------ | ----------- | ---- | ------------------------ |
| 1972년 선거 | 상원의원 (위스콘신 제22부) | 81대 | 민주당 | 53.98% | 25,522표    | 1위  | 위스콘신 주의원 당선     |
| 1974년 선거 | 위스콘신 주무장관          | 28대 | 민주당 | 59.87% | 697,528표   | 1위  | 위스콘신주 주무장관 당선 |
| 1978년 선거 | 위스콘신 부지사            | 39대 | 민주당 | 44.90% | 673,813표   | 2위  | 낙선                     |
| 1982년 선거 | 위스콘신 주무장관          | 30대 | 민주당 | 65.57% | 984,835표   | 1위  | 위스콘신주 주무장관 당선 |
| 1986년 선거 | 위스콘신 주무장관          | 30대 | 민주당 | 52.07% | 754,032표   | 1위  | 위스콘신주 주무장관 당선 |
| 1990년 선거 | 위스콘신 주무장관          | 30대 | 민주당 | 55.67% | 733,390표   | 1위  | 위스콘신주 주무장관 당선 |
| 1994년 선거 | 위스콘신 주무장관          | 30대 | 민주당 | 57.03% | 845,742표   | 1위  | 위스콘신주 주무장관 당선 |
| 1998년 선거 | 위스콘신 주무장관          | 30대 | 민주당 | 57.94% | 973,744표   | 1위  | 위스콘신주 주무장관 당선 |
| 2002년 선거 | 위스콘신 주무장관          | 30대 | 민주당 | 56.60% | 950,929표   | 1위  | 위스콘신주 주무장관 당선 |
| 2006년 선거 | 위스콘신 주무장관          | 30대 | 민주당 | 57.08% | 1,184,720표 | 1위  | 위스콘신주 주무장관 당선 |
| 2010년 선거 | 위스콘신 주무장관          | 30대 | 민주당 | 51.61% | 1,074,074표 | 1위  | 위스콘신주 주무장관 당선 |
| 2014년 선거 | 위스콘신 주무장관          | 30대 | 민주당 | 50.02% | 1,161,113표 | 1위  | 위스콘신주 주무장관 당선 |
| 2018년 선거 | 위스콘신 주무장관          | 30대 | 민주당 | 52.74% | 1,380,752표 | 1위  | 위스콘신주 주무장관 당선 |
| 2022년 선거 | 위스콘신 주무장관          | 30대 | 민주당 | 48.30% | 1,268,748표 | 1위  | 위스콘신주 주무장관 당선 |